# 레너드 법
레너드 법(영어: Leonard Law)은 1992년 통과된 캘리포니아의 법률로, 사립 대학교에 미합중국 헌법 수정 1조를 적용한 것이다. 이 법률은 또한, 사립 대학교에 캘리포니아 주법 1조 2항을 적용하였다. 현재 캘리포니아 주에서는 사립 고등교육기관에 있는 학생들에게 헌법 수정 1조의 보장을 인정하고 있다.

## 역사
빌 레너드 미국 연방 정부 캘리포니아 주의원이 정부는 시민들 모두의 보호를 위해 필요한 것이므로, 사립 대학에 다니는 학생들이 가지는 표현의 자유 권리 등의 보호를 규정하는 법률을 제정하였다. 1994년 5월 2일, 스탠퍼드 법학대학원 학생인 로버트 코리와 8명의 다른 학생들은 민사 소송에서 스탠퍼드 대학교가 언어 규범을 위배했다고 주장하였고, 이 법에 따른 첫 판결을 받았다.

## 같이 보기
- 학생 인권